# Pors-familien
Pors-familien (Myricaceae) består af arter, som er buske eller sjældnere: træer. De indeholder harpiksagtige stoffer. Bladene er spiralstillede, aromatiske og usammensatte. Bladranden er hel til tandet. Arterne har sædvanligvis knolde med kvælstofsamlende strålesvampe. Arterne indeholder ikke cyanider, alkaloider og iridoider. Derimod har de flavonoler, kaempferol, quercitin, myricetin og ellaginsyre. Hernævnes kun de slægter, som er vildtvoksende eller dyrkede i Danmark.
| Slægter |

- Bregnepors (Comptonia)
- Canacomyrica, som kun består af én enkelt, endemisk art, Canacomyrica monticola, der findes på Nykaledonien
- Pors (Myrica)
- Vokspors (Morella)[1]

## Galleri
|  |  |  |

## Note
1. ↑  En stor del af de arter, der blev henregnet under slægten Pors er nu udskilt i slægten Vokspors, jf. GRIN: Species Records of Morella Arkiveret 4. januar 2001 hos  Wayback Machine (engelsk)

## Eksterne links
- Porsfamilien på Curlie (som bygger videre på Open Directory Project)